# Kino Komedii
Kino Komedii – seria filmów wydawanych przez Carisma Entertainment Group. Istnieje od 2006 r. Na początku filmy wydawane były w podserii Kolekcja Stanisława Barei.

## Filmy zamieszczone wKolekcji Stanisława Barei

### Rok 2006
- nr 01/2006: Poszukiwany, poszukiwana
- nr 02/2006: Brunet wieczorową porą
- nr 03/2006: Małżeństwo z rozsądku
- nr 04/2006: Nie ma róży bez ognia
- nr 05/2006: Co mi zrobisz, jak mnie złapiesz
- nr 06/2006: Mąż swojej żony
- nr 07/2006: Żona dla Australijczyka
- nr 08/2006: Zmiennicy - odc. 1-3
- nr 09/2006: Zmiennicy - odc. 4-6
- nr 10/2006: Zmiennicy - odc. 7-9

### Rok 2007
- nr 01/2007: Zmiennicy - odc. 10-12
- nr 02/2007: Zmiennicy - odc. 13-15

## Filmy zamieszczone poKolekcji Stanisława Barei

### Rok 2007
- nr 01/2007: Wspaniały Joe
- nr 02/2007: Marie i Bruce
- nr 03/2007: Druga Połowa